# 蓝兔儿风
蓝兔儿风（学名：Ainsliaea caesia）为菊科兔儿风属的植物，为中国的特有植物。分布在中国大陆的江西、广东、湖南等地，生长于海拔900米至1,150米的地区，一般生于山地水旁或密林，目前尚未由人工引种栽培。